# Suzhouån
Suzhouån är ett vattendrag i Kina. Det ligger i den östra delen av landet, 1 100 km söder om huvudstaden Peking.